# Tenisz a 2010. évi nyári ifjúsági olimpiai játékokon
A 2010. évi nyári ifjúsági olimpiai játékokon a tenisz versenyeinek Szingapúrban a Kallang Tennis Centre adott otthont augusztus 15. és 21. között. A fiúknál és a lányoknál is egyes és páros tornákat rendeztek.
A páros tornákon a mérkőzéseket két nyert szettig játszották, de 1–1-es állást követően rövid döntő szett következett, amelyet az a páros nyert, amelyik előbb ért el 10 pontot.

## Éremtáblázat
(Magyarország eltérő háttérszínnel, az egyes számoszlopok legmagasabb értéke, vagy értékei vastagítással kiemelve.)
| A 2010. évi nyári ifjúsági olimpiai játékok éremtáblázata teniszben | A 2010. évi nyári ifjúsági olimpiai játékok éremtáblázata teniszben | A 2010. évi nyári ifjúsági olimpiai játékok éremtáblázata teniszben | A 2010. évi nyári ifjúsági olimpiai játékok éremtáblázata teniszben | A 2010. évi nyári ifjúsági olimpiai játékok éremtáblázata teniszben | Olimpia  |
| ------------------------------------------------------------------- | ------------------------------------------------------------------- | ------------------------------------------------------------------- | ------------------------------------------------------------------- | ------------------------------------------------------------------- | -------- |
|                                                                     | Ország                                                              | Arany                                                               | Ezüst                                                               | Bronz                                                               | Összesen |
| 1.                                                                  | Kína (CHN)                                                          | 1                                                                   | 1                                                                   | 0                                                                   | 2        |
|                                                                     | Oroszország (RUS)                                                   | 1                                                                   | 1                                                                   | 0                                                                   | 2        |
| –                                                                   | Nemzetek vegyes csapatai                                            | 1                                                                   | 0                                                                   | 1                                                                   | 2        |
| 3.                                                                  | Kolumbia (COL)                                                      | 1                                                                   | 0                                                                   | 0                                                                   | 1        |
|                                                                     |                                                                     |                                                                     |                                                                     |                                                                     |          |
| 4.                                                                  | Szlovákia (SVK)                                                     | 0                                                                   | 1                                                                   | 2                                                                   | 3        |
| 5.                                                                  | India (IND)                                                         | 0                                                                   | 1                                                                   | 0                                                                   | 1        |
|                                                                     |                                                                     |                                                                     |                                                                     |                                                                     |          |
| 6.                                                                  | Bosznia-Hercegovina (BIH)                                           | 0                                                                   | 0                                                                   | 1                                                                   | 1        |
|                                                                     |                                                                     |                                                                     |                                                                     |                                                                     |          |
| Összesen                                                            | Összesen                                                            | 4                                                                   | 4                                                                   | 4                                                                   | 12       |

## Naptár
| Augusztus  | 15               | 16               | 17            | 18           | 19            | 20    | 21                  |
| Délelőtt   | 10.30            | 10.30            | 10.00         | 11:00        |               |       |                     |
| Délután    |                  |                  |               |              | 14.30         | 14.30 | 12.00               |
| ---------- | ---------------- | ---------------- | ------------- | ------------ | ------------- | ----- | ------------------- |
| Fiú egyes  | 16 közé jutásért | 16 közé jutásért | Nyolcaddöntők | Negyeddöntők | Elődöntők     |       | Bronzmérkőzés Döntő |
| Lány egyes | 16 közé jutásért | Nyolcaddöntők    | Negyeddöntők  | Elődöntők    | Bronzmérkőzés | Döntő |                     |
| Fiú páros  | Nyolcaddöntők    | Nyolcaddöntők    | Negyeddöntők  | Elődöntők    | Bronzmérkőzés |       | Döntő               |
| Lány páros |                  | Nyolcaddöntők    | Nyolcaddöntők | Negyeddöntők | Elődöntők     |       | Bronzmérkőzés Döntő |

## Érmesek

### Fiú
| Versenyszám                           | Arany                                                                     | Ezüst                                                  | Bronz                                               |
| ------------------------------------- | ------------------------------------------------------------------------- | ------------------------------------------------------ | --------------------------------------------------- |
| Fiú egyes Döntő: augusztus 21., 12:00 | Juan Sebastian Gomez · Kolumbia (COL)                                     | Yuki Bhambri · India (IND)                             | Damir Džumhur · Bosznia-Hercegovina (BIH)           |
| Fiú páros Döntő: augusztus 21., 12:00 | Oliver Golding · Nagy-Britannia (GBR) és · Jiri Vesely · Csehország (CZE) | Oroszország (RUS) · Victor Baluda és · Mihail Birjukov | Szlovákia (SVK) · Filip Horanský és · Jozef Kovalík |

### Lány
| Versenyszám                            | Arany                                            | Ezüst                                                 | Bronz                               |
| -------------------------------------- | ------------------------------------------------ | ----------------------------------------------------- | ----------------------------------- |
| Lány egyes Döntő: augusztus 20., 14:30 | Daria Gavrilova · Oroszország (RUS)              | Cseng Szaj-szaj · Kína (CHN)                          | Jana Čepelová · Szlovákia (SVK)     |
| Lány páros Döntő: augusztus 21., 12:00 | Kína (CHN) · Hao Cheng Tang és · Cseng Szaj-szaj | Szlovákia (SVK) · Jana Čepelová és · Chantal Skamlova | Babos Tímea · Magyarország (HUN) és |
| Lány páros Döntő: augusztus 21., 12:00 | Kína (CHN) · Hao Cheng Tang és · Cseng Szaj-szaj | Szlovákia (SVK) · Jana Čepelová és · Chantal Skamlova | An-Sophie Mestach · Belgium (BEL)   |